# اتحادیه ملی اوکراینی
اتحادیه ملی اوکراینی (اوکراینی: Український Національний Союз») حزبی سیاسی در اوکراین است که توسط تورتیکولی ویتالی رهبری می‌شود.